# Pio Laghi
Pour les articles homonymes, voir Laghi (homonymie).
Pio Laghi, né le 21 mai 1922 près de Forlì en Italie et mort le 11 janvier 2009, est un cardinal italien, nonce apostolique émérite et préfet émérite de la Congrégation pour l'éducation catholique.

## Biographie

### Jeunesse et formation
Né à Castiglione di Forlì, il est ordonné prêtre le 20 avril 1946 par Giuseppe Battaglia (fi). Il a obtenu des doctorats en théologie et en droit canonique en 1947 et 1950 à l'université pontificale du Latran.

### Prêtre
Il entre à la secrétairerie d'État de la curie romaine en 1952 et devient secrétaire à la nonciature au Nicaragua (en) jusqu'en 1955.
En 1965, il fut élevé au rang de prélat domestique du pape.

### Évêque
En 1969, il est nommé délégué apostolique de Palestine et de Jérusalem (en) et devient évêque in partibus de Mauriana (de). Il est consacré évêque le 22 juin par Amleto Cicognani, Agostino Casaroli et Giuseppe Battaglia (fi).
En 1980, Jean-Paul II le nomme délégué apostolique puis pro-nonce aux États-Unis, où il remodèle l'épiscopat avec des évêques fidèles à la ligne pastorale de Jean-Paul II, dont Bernard Law et John Joseph O'Connor, mettant fin aux vues progressistes de Jean Jadot.
Dans les années 1980, il est en contact avec le président américain Ronald Reagan et contribue à nouer des relations diplomatiques entre le Saint-Siège et les États-Unis avec l'établissement de la nonciature apostolique aux États-Unis en 1984. En 2003, il communiqua avec le président George W. Bush pour l'informer de la position défavorable de l'Église sur l'invasion de l'Irak.
En 1990, il est nommé pro-préfet de la Congrégation pour l'éducation catholique

### Cardinal
Il est créé cardinal avec le titre de cardinal-diacre de Santa Maria Auxiliatrice in via Tuscolana lors du consistoire du 28 juin 1991, en dépit des accusations pesant contre lui dans la guerre sale. En effet, selon la Commission nationale sur la disparition des personnes (CONADEP) créée en 1983, il a participé aux exactions commises lors de la dictature en Argentine.
Il a été cardinal protodiacre de 1999 jusqu'au 26 février 2002, date à laquelle il a été élevé au rang cardinal-prêtre de Saint-Pierre-aux-Liens.
En 1994, il a fait l'objet d'un article du TIME qui spéculait sur la possibilité que Laghi soit papable ; cependant, il était devenu trop âgé au moment de la mort de Jean-Paul II en 2005.
Depuis 2002, il n'était plus électeur en cas de conclave, ayant dépassé l'âge maximal de 80 ans.
Il meurt le 11 janvier 2009 à l'hôpital San Carlo di Nancy, de Rome, des suites d'une maladie hématologique ayant entraîné des troubles cardio-respiratoires.

## Succession apostolique
Pio Laghi a ordonné les évêques suivants :
- Archevêque Arsenio Raúl Casado (es)[3] (1975)
- Évêque Alfredo Mario Espósito Castro (en)[4], C.M.F. (1976)
- Évêque Jorge Novak[5], S.V.D. (1976)
- Évêque László Irányi (hu)[6], Sch. P. (1983)
- Évêque John Richard Keating (en)[7] (1983)
- Cardinal Adam Joseph Maida[8] (1984)
- Évêque Paulius Antanas Baltakis (en)[9], O.F.M. (1984)
- Archevêque John Favalora (en)[10] (1986)
- Archevêque Charles Joseph Chaput[11], O.F.M.Cap. (1988)
- Évêque Anthony O'Connell (en)[12] (1988)
- Évêque David B. Thompson (en)[13] (1989)